# Yulia Zdanovska
Yulia Zdanovska (Kiev, Ucrania, 4 de mayo de 2000-Estación de Járkov, Ucrania, 8 de marzo de 2022) fue una matemática ucraniana asesinada durante la invasión rusa de Ucrania de 2022.

## Biografía
Yulia estudió en el Liceo de Física y Matemáticas de Ucrania de la Universidad Nacional Taras Shevchenko de Kiev, luego de ser invitada a la edad de 14 años. Ganó una medalla de plata en la Olimpiada Matemática Femenina Europea de 2017, luego se graduó en matemáticas e informática en la Universidad Nacional Taras Shevchenko de Kiev.
Ella fue voluntaria en Teach for Ukraine.

## Muerte
Su muerte ocurrió durante la Batalla de Járkov, a causa de un bombardeo. Fue voluntaria en la estación de tren de Járkov, convirtiéndose en la cuarta voluntaria asesinada desde el comienzo de la invasión. Su muerte se hizo popular entre la comunidad matemática.

### Respuestas
El Comité de Mujeres Matemáticas de la Unión Matemática Internacional, y la Sociedad Europea de Mujeres Matemáticas lamentaron el asesinato de Yulia. La Sociedad Matemática Brasileña publicó una nota, también lo hizo la Sociedad Matemática de Alemania. El matemático Medalla Fields Terence Tao escribió sobre su muerte. Un programa de becas del programa MATH PRIMES del Instituto de Tecnología de Massachusetts llevará su nombre en homenaje a Yulia, llamado Yulia's Dream.
Su madre escribió en instagram una carta abierta entristecida por su muerte.
La matemática Maryna Viazovska dedicó unas palabras a Yulia en el video autobiográfico tras recibir la Medalla Fields 2022:

Recientemente, he dado unas lecturas en honor a Yulia. [...] Mis profesores en la Universidad de Kiev también eran sus profesores. Yulia era una mujer con luz. [...] Cuando la gente tan joven muere, piensas, cuál es el punto de hacer matemáticas si la gente joven muere.